# Le Doux Bruit de la vie
Pour plus de détails, voir Fiche technique et Distribution.
Le Doux Bruit de la vie (Il dolce rumore della vita) est un film dramatique italien réalisé par Giuseppe Bertolucci et sorti en 1999.
Il a été présenté en avant-première à la Mostra de Venise 1999 et est entré en compétition au Festival international du film de Mar del Plata 1999, où Bertolucci a reçu le prix du meilleur réalisateur.

## Synopsis
Sofia, jeune actrice de théâtre débutante, découvre avec horreur que Bruno, son professeur de théâtre adoré, est homosexuel. Affligée et désireuse de s'éloigner le plus possible de lui, elle rencontre dans le train une jeune fille qui accouche et abandonne son nouveau-né. Sofia prend alors une décision qui va changer sa vie : elle prend le bébé et le fait passer pour son propre fils en l'appelant Bruno.
Cinq ans plus tard, Sofia rencontre le maestro lors d'une répétition et lui fait croire que le petit Bruno est son fils. Dix ans plus tard, Sofia, devenue une actrice reconnue, rencontre par hasard la vraie mère de Bruno et comprend que le moment est venu de lui présenter le fils qu'elle a abandonné.

## Fiche technique
- Titre français : Le Doux Bruit de la vie[2]
- Titre original italien : Il dolce rumore della vita[3],[4]
- Réalisation : Giuseppe Bertolucci
- Scénario : Lidia Ravera, Mimmo Rafele (it) et Giuseppe Bertolucci
- Photographie : Fabio Cianchetti
- Montage : Federica Lang
- Musique : Bevano Est (it)
- Décors : Gianni Silvestri (it)
- Production : Massimo Ferrero
- Société de production : Letizia Cinematografica, Medusa Film
- Format : couleurs
- Pays de production :  Italie
- Langue originale : italien
- Durée : 92 minutes
- Genre : drame
- Date de sortie :
  - Italie : 7 septembre 1999 (Mostra de Venise 1999) ; 10 septembre 1999 (sortie nationale)

## Distribution
- Francesca Neri : Sofia
- Rade Šerbedžija : Bruno Maier
- Claudio Biscione : Bruno à 5 ans
- Niccolò Senni : Bruno à 15 ans
- Rosalinda Celentano : Lolita
- Olimpia Carlisi Prostituée
- Alida Valli : Grand-mère de Sofia